# برگ سدابی کوهی
برگ سدابی کوهی (نام علمی: Thalictrum isopyroides) نام یک گونه از تیره آلالگان است.